# Drew Gooden
Andrew Melvin „Drew” Gooden III (ur. 24 września 1981 w Oakland) – amerykański koszykarz, występujący na pozycji silnego skrzydłowego.

## Życiorys
Gooden występował na uczelni Kansas. W sezonie 2001-2002 średnio notował niecałe 20 punktów i 11,4 zbiórek. Został wybrany z numerem 4 w drafcie w roku 2002 przez drużynę Memphis Grizzlies. Oprócz Goodena zostali wybrani m.in. Yao Ming, Amar’e Stoudemire i Carlos Boozer. W swoim debiutanckim sezonie występował w dwóch drużynach. Najpierw 51 razy reprezentował Memphis Grizzlies, następnie rozegrał 19 spotkań jako gracz Orlando Magic. Właśnie w barwach tej drużyny w spotkaniu przeciwko Milwaukee Bucks zdobył 26 punktów. W sezonie 2003-2004 z rozegranych 79 spotkań wybiegał w pierwszej piątce 17 razy. Średnio zdobywał 11,6 punktów i miał 6,5 zbiórek. W przerwie między sezonami został sprzedany do zespołu Cleveland Cavaliers. Został na stałe graczem pierwszego składu. Rozegrał wszystkie 82 spotkania w regular season, z czego 80 jako podstawowy silny skrzydłowy. Średnio zdobywał najwięcej punktów w swojej karierze – ponad 14, miał też najwyższą średnią zbiórek, 9.2. Podczas dwóch kolejnych sezonów opuścił tylko 3 mecze swojej drużyny. Jednak gdy grał, zawsze wychodził w pierwszej piątce. W obecnym sezonie Gooden zmienił klub. 21.02.2008 przeszedł na zasadzie wymiany do Chicago Bulls.
13 lutego 2010, razem z Joshem Howardem, Jamesem Singletonem i Quintonem Rossem, został wymieniony do Washington Wizards, w zamian za Carona Butlera, DeShawna Stevensona i Brendana Haywooda.
16 lipca 2013 Bucks użyli na Goodenie opcji amnestii kontraktu.
26 lutego 2014 Gooden podpisał 10 dniowy kontrakt z Washington Wizards, a po jego wygaśnięciu, 8 marca, kolejny. 18 marca 2014 podpisał kontrakt z Wizards na pozostałą część sezonu 2013/14.

## Osiągnięcia
Na podstawie, o ile nie zaznaczono inaczej.

### NCAA
- Uczestnik rozgrywek:
  - Final Four NCAA (2002)
  - Sweet 16 turnieju NCAA (2001, 2002)
  - II rundy turnieju NCAA (2000–2002)
- Mistrz sezonu regularnego konferencji Big 12 (2002)
- Koszykarz roku:
  - NCAA według NABC (2002 wspólnie z Jayem Williamsem)[8]
  - Big 12 (2002)
- Most Outstanding Player (MOP=MVP) turnieju Great Alaska Shootout (2000)
- Laureat nagrody Pete Newell Big Man Award (2002)[9]
- Zaliczony do
  - I składu:
    - All-American (2002)
    - Big 12 (2002)
    - turnieju:
      - Big 12 (2002)
      - Coaches vs. Classic (2001)
      - Maui Invitational (2002)

  - II składu Big 12 (2001)
- Drużyna Kansas Jayhawks zastrzegła należący do niego numer 0

### NBA
- Wicemistrz NBA (2007)
- Zaliczony do I składu debiutantów NBA (2003)[10]
- Uczestnik spotkania Rising Stars Challenge (2003)
- Debiutant miesiąca NBA (listopad 2002)
- Zawodnik tygodnia NBA (19.03.2012)

## Rekordy
| Punkty                | 33 przeciwko Milwaukee Bucks   |
| Rzuty z gry (celne)   | 13 (2 razy)                    |
| Rzuty z gry (ogólnie) | 24 przeciwko San Antonio Spurs |
| Rzuty za „3” (celne)  | 4 przeciwko Denver Nuggets     |
| Rzuty za „3"(ogólnie) | 4 (3 razy)                     |
| Celne osobiste        | 13 przeciwko Milwaukee Bucks   |
| Rzuty osobiste        | 13 przeciwko Milwaukee Bucks   |
| Zbiórki ofensywne     | 10 przeciwko Dallas Mavericks  |
| Zbiórki defensywne    | 19 przeciwko Phoenix Suns      |
| Zbiórki               | 21 przeciwko Phoenix Suns      |
| Asysty                | 8 przeciwko Milwaukee Bucks    |
| Przechwyty            | 5 przeciwko Toronto Raptors    |
| Bloki                 | 5 przeciwko Washington Wizards |
| Minut na boisku       | 47 przeciwko New York Knicks   |